# Polystichtis pelarge
Polystichtis pelarge är en fjärilsart som beskrevs av Frederick DuCane Godman och Osbert Salvin 1878. Polystichtis pelarge ingår i släktet Polystichtis och familjen Riodinidae. Inga underarter finns listade i Catalogue of Life.